# New In Chess
New in Chess è una rivista di scacchi in lingua inglese pubblicata otto volte all'anno.
Ha iniziato le pubblicazioni nel 1984. Nel 2018 i suoi redattori capo sono gli olandesi Dirk Jan ten Geuzendam, divulgatore scacchistico, e Jan Timman, Grande Maestro. La parte principale della rivista consiste in partite di scacchi analizzate dai migliori giocatori in attività, o da giovanissime promesse. Tra i contributori si possono citare Magnus Carlsen, Viswanathan Anand, Sergej Karjakin, Vladimir Kramnik, Judit Polgár e Péter Lékó.
Pubblica anche report dai tornei principali. Tra i suoi inviati vi è l'addetto stampa della FIDE Anastasija Karlovyč.
La rivista pubblica anche quattro volte all'anno un annuario contenente articoli teorici e studi sulle aperture. Usa un proprio sistema di classificazione per le aperture, costantemente aggiornato seguendo le recenti novità teoriche.
Il suo nome è inoltre legato alla pubblicazione di libri sulla teorie delle aperture e di vario argomento scacchistico.
Nel febbraio 2021 è stata acquisita dal gruppo  Play Magnus AS, di comproprietà del Campione del mondo Magnus Carlsen.